# Enrique
Enrique ist ein spanischer männlicher Vorname, die spanische Form von Heinrich. Die in Spanien ebenfalls gebräuchliche katalanische Form des Namens ist Enric.

## Namensträger

### Vorname
- Enrique Almada (Komiker) (auch Eduardo Almada; 1934–1990), uruguayischer Komiker
- Enrique Almada (Schachspieler) (* 1963), uruguayisch-schweizerischer Schachspieler
- Enrique O. Aragón (1880–1942), mexikanischer Mediziner und Philosoph sowie Rektor der UNAM
- Enrique Ávalos (1922–?), paraguayischer Fußballspieler
- Enrique Barón Crespo (* 1944), spanischer Politiker
- Enrique Bernoldi (* 1978), brasilianischer Rennfahrer
- Enrique Buero (1891–1975), uruguayischer Diplomat
- Enrique Bunbury (* 1967), spanischer Sänger und Komponist
- Enrique Carbajal González (* 1947), mexikanischer Künstler mit dem Pseudonym „Sebastián“
- Enrique Carral Icaza (1914–1976), mexikanischer Architekt
- Enrique Chimento, argentinischer Fußballspieler
- Enrique de Paris († 1488), französischer Komponist in spanischen Diensten
- Enrique Dussel (1934–2023), argentinischer Philosoph, Historiker und Theologe
- Enrique Granados (1867–1916), spanischer Komponist und Pianist
- Enrique Guaita (1910–1959), argentinisch-italienischer Fußballspieler
- Enrique ter Horst (* 1948), venezolanischer Jurist und politischer Analytiker sowie UN-Funktionär
- Enrique Hernández Armenteros (1918–2017), kubanischer Santería-Priester
- Enrique Iglesias (* 1975), spanischer R&B- sowie Dance-Pop-Sänger, Komponist und Schauspieler
- Enrique Iglesias (Politiker) (* 1930), uruguayischer Nationalökonom und Politiker spanischer Herkunft
- Enrique Melaka, Sklave und Dolmetscher von Ferdinand Magellan
- Enrique el Mellizo (1848–1906), spanischer Flamenco-Sänger
- Enrique Meneses (1929–2013), spanischer Fotograf und Journalist
- Enrique de la Mora y Palomar (1907–1978), mexikanischer Architekt
- Enrique del Moral (1906–1987), mexikanischer Architekt
- Enrique Morente (1942–2010), spanischer Flamencotänzer und Komponist
- Enrique Peña Nieto (* 1966), mexikanischer Politiker
- Enrique Norten (* 1954), mexikanischer Architekt
- Enrique Orizaola (1922–2013), spanischer Fußballspieler und -trainer
- Enrique C. Osornio Martínez de los Ríos (1868–1945), mexikanischer Politiker und Militärarzt
- Enrique Osses (* 1974), chilenischer Fußballschiedsrichter
- Enrique Rojas (* 1978), chilenischer Poolbillardspieler
- Enrique Urquijo (1960–1999), spanischer Sänger und Komponist
- Enrique Vila-Matas (* 1948), katalanisch-spanischer Schriftsteller
- Enrique de Villena (1384–1434), spanischer Schriftsteller und Gelehrter des ausgehenden Mittelalters
- Enrique Wolff (* 1949), argentinischer Fußballspieler
- Enrique Yáñez (1908–1990), mexikanischer Architekt

### Zweitname
- Carlos Enrique Cuartas (1940–2011), kolumbianischer Schachspieler, siehe Carlos Cuartas
- Luis Enrique (Luis Enrique Martínez García; * 1970), spanischer Fußballspieler und -trainer
- Luis Enrique (Sänger) (Luis Enrique Mejía López; * 1962), nicaraguanischer Sänger
- Luis Enrique Alonso (* 1958), spanischer Soziologe
- Luis Enrique Fernández (* 1950), mexikanischer Fußballspieler
- Luis Enrique Flores Ocaranza (* 1961), mexikanischer Fußballspieler, siehe Luis Flores (Fußballspieler)
- Luis-Enrique Herrera (* 1971), mexikanischer Tennisspieler
- Luis Enrique Ibáñez Santiago (* 1952), spanischer Physiker, siehe Luis E. Ibáñez
- Luis Enrique Machado Mora (* 1991), uruguayischer Fußballspieler, siehe Luis Machado
- Luis Enrique Martínez Rodríguez (* 1982), kolumbianischer Fußballtorhüter, siehe Neco Martínez
- Luis Enrique Orellana Ricaurte (1914–1997), ecuadorianischer Ordensgeistlicher, Weihbischof in Quito
- Sergio Enrique Villarreal (* 1969), mexikanischer Drogenhändler

### Familienname
- Héctor Enrique (* 1962), argentinischer Fußballspieler
- José Enrique (* 1986), spanischer Fußballspieler
- Olaya Enrique (* 2005), spanische Fußballspielerin
- Pedro Enrique (* 1988), brasilianischer Rennfahrer
- Vicente Enrique y Tarancón (1907–1994), spanischer Geistlicher, Erzbischof von Madrid, Kardinal der römisch-katholischen Kirche